# Silicon Knights
Silicon Knights (название компании буквально можно перевести как Кре́мниевые рыцари) — независимая канадская студия по разработке видеоигр. Основана в 1992 году Дэнисом Дьяком. Компания базируется в Сент-Катаринсе, в канадской провинции Онтарио. Занималась разработкой игр как для PC, так и для PlayStation. В 1996 году выпустила Blood Omen: Legacy of Kain для PlayStation. Совместно с Konami и при участии Nintendo, Silicon Knights занималась разработкой Metal Gear Solid: The Twin Snakes на платформе Nintendo GameCube.

## Иск к Epic Games и банкротство
27 июля 2007 года Silicon Knights подали в суд на Epic Games из-за неспособности последней «предоставить рабочую версию игрового движка», из-за чего Silicon Knights потерпела убытки. В иске компания указала, что Epic Games фактически «саботировала» выпуск Unreal Engine 3: в лицензионном соглашении указывалось, что Epic Games обязывалась выпустить рабочую версию движка в течение шести месяцев после выпуска девкитов Xbox 360. Истец заявлял, что Epic Games не уложилась в оговоренный срок, но даже когда рабочая версия движка была выпущена, прилагавшейся к ней документации было недостаточно.
В августе 2007 года Epic Games подала ответный иск, заявляя, что Silicon Knights знала о том, что на момент подписания договора о лицензировании движка некоторые компоненты в Unreal Engine 3 были еще в активной разработке, а следовательно, признавала то, что «Unreal Engine 3 мог не соответствовать их требованиям и мог не дорабатываться, чтобы эти требования были удовлетворены». Также Epic Games обвинила Silicon Knights в том, что та использовала технологии Epic Games в нарушение прав на интеллектуальную собственность, включив код Unreal Engine 3 в свой движок.
В 2012 году суд встал на сторону Epic Games по обоим искам. В результате Silicon Knights была обязана выплатить 4,45 млн долларов США, изъять из розничной сети и уничтожить все нереализованные копии игр, в отношении который было выявлено нарушение авторских прав (Too Human, X-Men: Destiny, а также ещё не изданные The Sandman, The Box/Ritualyst и Siren in the Maelstrom), а также предоставить доступ к собственным серверам разработки представителям Epic Games, дабы те удостоверились, что код, связанный с Unreal Engine 3, был уничтожен.
Потеряв наработки находившихся в разработке проектов и не имея никаких средств к дальнейшему существованию, Silicon Knights подала заявку на банкротство 16 мая 2014 года.

## Разработанные игры
- 1992 — Cyber Empires — Amiga, Atari ST, DOS
- 1993 — Fantasy Empires — DOS
- 1994 — Dark Legions — DOS
- 1996 — Blood Omen: Legacy of Kain — PlayStation, Windows
- 2002 — Eternal Darkness: Sanity’s Requiem — GameCube
- 2004 — Metal Gear Solid: The Twin Snakes — GameCube
- 2008 — Too Human — Xbox 360
- 2011 — X-Men: Destiny — Xbox 360, PlayStation 3, Wii, Nintendo DS